# レーザー加工機

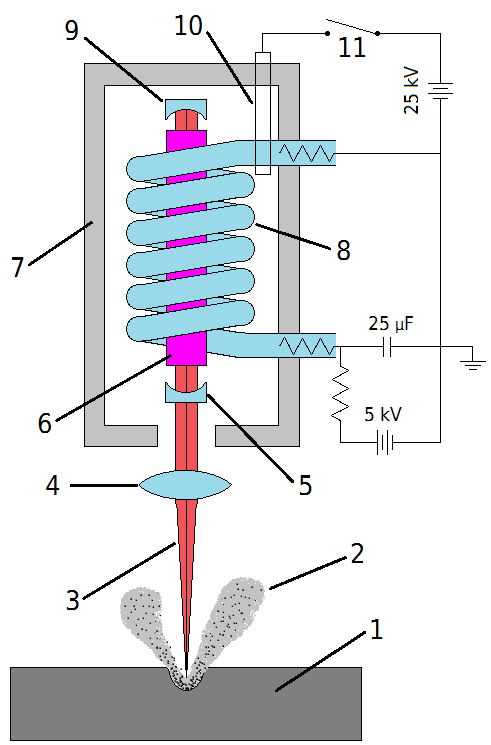
固体レーザー加工機の模式図
1.加工対象の素材
2.レーザーによる加熱で気化、溶融した材料
3.レーザービーム
4.レンズ
5.ハーフミラー
6.レーザー媒質
7.反射ハウジング
8.フラッシュランプ
9.鏡
10.トリガー電極
11.遮断回路

レーザー加工機（レーザーかこうき）とは、レーザーを用いて加工する工作機械の総称。

## 概要
従来の刃物や切削器具では加工が困難だった様々な素材へレーザー光を利用することにより切削や彫刻・切断・穴あけ・マーキング加工を目的として開発された工作機械である。
刃物など、接触する部位を使わないので一定の寿命があるレーザー発振器以外は接触部分の摩耗・劣化といった消耗部品の交換が不要であり、また接触せず加工するため加工時に加工材が応力・圧力による変形をせず、画像処理ソフトウェアと連動しデータをそのまま加工機に転送することで従来必要であった金型の作成工程そのものが不要となり、多品種の加工が可能となった。立体的な形状の加工は困難で中密度繊維板(MDF)や板金等、二次元の形状の加工に適している。以前はYAGレーザやCO2レーザが主流だったが、ファイバーレーザーや高出力半導体レーザーの割合も増えつつある。
YAGレーザやCO2レーザのような不可視レーザーを使用する場合、加工中の作業者が不注意により失明する危険があるため、加工エリアと作業者の間に開閉ドアなどが装備されたレーザー加工機や、加工エリア内で異常発生した炎・熱を感知して、作業者に危険を知らせる火災センサーアラームが付属したレーザー加工機など、安全性の高いレーザー加工機が増加している。
金属加工に特化した大型レーザー加工機は精密なレーザー切断が可能だが、イニシャルコスト・ランニングコストともに比較的高価な機械であることから製造コストが高騰するおそれ、および用途によっては従来の金属加工の方法の方が安価な場合もあり、オペレータ等の人材も少ないことから導入が非常に高価になる場合がある。
金属加工はできないが幅広い素材に特化した小型・中型レーザー加工機は、内部混合ガスを封じ切りしたレーザー発振器を採用しているメーカーが多く、ランニングコストが良い。一部のメーカーではアタッチメント式レーザー発振器を採用しているため、専門の技師の応援を依頼しなくても、作業者が簡単に交換できるようなシステムを採用している。
また、導入時の費用も2015年頃までは安い機種でも1台あたり最低でも10万円以上していたが、導光のための光学系を大幅に簡素化できる高出力半導体レーザーが廉価になりつつあり、近年では個人をターゲットとした廉価な機器も販売されている。

## レーザー加工機の種類
- 気体式レーザー加工機
  - CO2レーザー加工機
- 固体式レーザー加工機
  - ファイバーレーザー加工機
  - YAGレーザー加工機
- 半導体レーザー加工機 (2020年現在、出力200Wが実用化されている)

## 各国の製造企業
日本
- アマダ
- アマダウエルドテック（一部事業を富士電機より移管）
- 村田機械
- 三菱電機
- ヤマザキマザック
- コマツNTC
- 澁谷工業
- ファナック

 アメリカ合衆国
- ユニバーサルレーザシステムズ
- エピログレーザー
- グラボグラフ（Gravograph）
- IPGフォトニクス（英語版）（IPG Photonics）

 中華民国（台湾）
- LTT（エルティーティー）
- LaserLife（レーザ ライフ）
- GCC（ジーシーシー）

スイス
- バイストロニック

 イタリア
- sei（セイ）

 ドイツ
- トルンプ（英語版）（Trumpf）

 中華人民共和国
- 大族レーザー